# Clanis negritensis
Clanis negritensis is een vlinder uit de familie van de pijlstaarten (Sphingidae). De wetenschappelijke naam van de soort werd in 1993 gepubliceerd door Hoegenes & Treadaway.